# Basquetebol nos Jogos da Francofonia de 2009
As competições do basquetebol nos Jogos da Francofonia de 2009 ocorreram entre 28 de setembro e 5 de outubro. Apenas o torneio feminino foi disputado.

## Medalhistas
| Evento   | Ouro        | Prata       | Bronze      |
| Feminino | ROU Romênia | SEN Senegal | TUN Tunísia |

## Resultados

### Primeira fase
| Grupo A   | Grupo A         |
| --------- | --------------- |
| 1         | França          |
| 2         | Tunísia         |
| 3         | Mali            |
| 4         | Canadá - Quebéc |
| 5         | Costa do Marfim |
| 6         | Chipre          |
| ver jogos |                 |

| Grupo B   | Grupo B          |
| --------- | ---------------- |
| 1         | Roménia          |
| 2         | Senegal          |
| 3         | Líbano           |
| 4         | C. F. da Bélgica |
| 5         | Camarões         |
| ver jogos |                  |

### Fase final
|  | Semifinais   | Semifinais   |    |              | Final          | Final |  |
|  |              |              |    |              |                |       |  |
|  | 4 de outubro |              |    |              |                |       |  |
|  | Roménia      | 55           |    |              |                |       |  |
|  | Tunísia      | 49           |    |              |                |       |  |
|  |              |              |    |              |                |       |  |
|  |              |              |    |              | 5 de outubro   |       |  |
|  |              |              |    |              | Roménia        | 70    |  |
|  |              | Senegal      | 53 |              |                |       |  |
|  |              |              |    |              |                |       |  |
|  |              |              |    |              |                |       |  |
|  |              |              |    |              | Terceiro lugar |       |  |
|  | 4 de outubro | 4 de outubro |    | 5 de outubro | 5 de outubro   |       |  |
|  | Senegal      | 74           |    | Tunísia      | 61             |       |  |
|  | França       | 59           |    |              | França         | 52    |  |

|  | Disputa do 5º lugar |        |    |
|  |                     |        |    |
|  | Mali                | Mali   | 57 |
|  | Líbano              | Líbano | 65 |

|  | Disputa do 7º lugar |                  |    |
|  |                     |                  |    |
|  | Canadá - Quebéc     | Canadá - Quebéc  | 75 |
|  | C. F. da Bélgica    | C. F. da Bélgica | 73 |

|  | Disputa do 9º lugar |                 |    |
|  |                     |                 |    |
|  | Costa do Marfim     | Costa do Marfim | 95 |
|  | Camarões            | Camarões        | 63 |